# Küstenerdfunkstelle

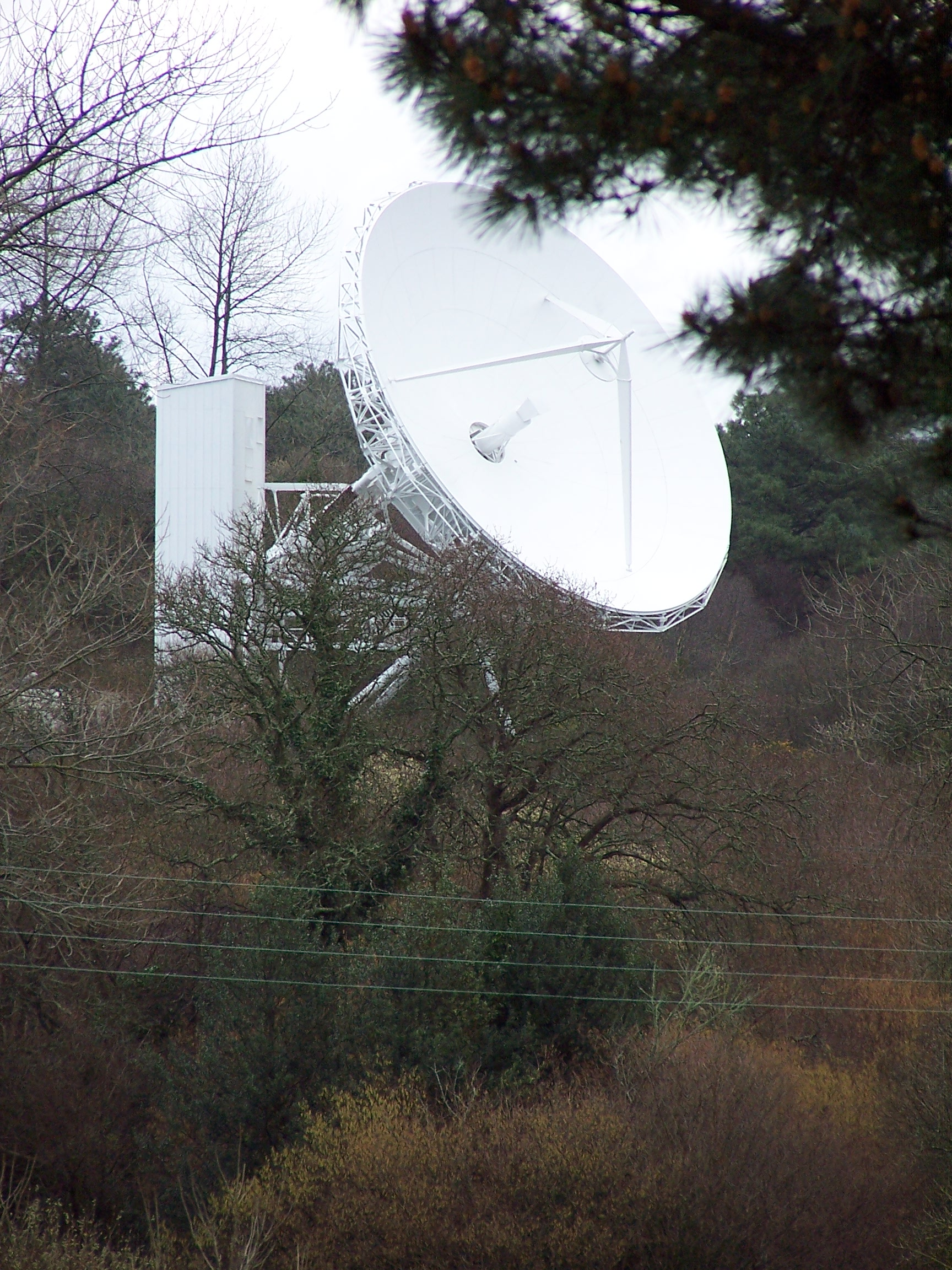
Küstenerdfunkstelle Inmarsat, hier: Antenne PB5, Frankreich

 Küstenerdfunkstelle (englisch coast earth station) ist – entsprechend Artikel 1.76 der Vollzugsordnung für den Funkdienst (VO Funk) der Internationalen Fernmeldeunion (ITU) – definiert als Erdfunkstelle des festen Funkdienstes über Satelliten oder in bestimmten Fällen des mobilen Seefunkdienstes über Satelliten, die sich an einem bestimmten festen Punkt an Land befinden und der Bereitstellung einer Speiseverbindung für den mobilen Seefunkdienst über Satelliten dient.

## Klassifikation
Gemäß VO-Funk (Artikel 1) ist diese Funkstelle wie folgt klassifiziert:

Erdfunkstelle (Artikel 1.63)
- Mobile Erdfunkstelle (Artikel 1.68); Mobilfunkdienst über Satelliten (Artikel 1.25)
- Ortsfeste Erdfunkstelle (Artikel 1.70); fester Funkdienst über Satelliten (Artikel 1.21) oder Mobilfunkdienst über Satelliten
  - Mobile Erdfunkstelle des Landfunkdienstes über Satelliten (Artikel 1.74); mobiler Landfunkdienst über Satelliten (Artikel 1.27)
- Ortsfeste Erdfunkstelle (Artikel 1.72); fester Funkdienst über Satelliten
- Küstenerdfunkstelle (Artikel 1.76); fester Funkdienst über Satelliten / Mobilfunkdienst über Satelliten